# Санниково (Ковровский район)
Санниково — село в Ковровском районе Владимирской области России, входит в состав Клязьминского сельского поселения.

## История
В приходе Троицкой церкви села Санникова — в деревне Рябинницы — жили родоначальники сибирской купеческой династии Гадаловых.
В 1899 году в Санникове открылась земская начальная школа, для которой Иван Герасимович Гадалов выстроил специальный дом. К несчастью, Иван Гадалов через непродолжительный срок, в 1907 году, скончался.
В конце XIX — начале XX века деревня являлась центром Санниковской волости Ковровского уезда, с 1926 года — в составе Осиповской волости. В 1859 году в деревне числилось 20 дворов, в 1905 году — 15 дворов.
С 1929 года деревня являлась центром Санниковского сельсовета Ковровского района, с 2005 года — в составе Клязьминского сельского поселения.

## Население
| 1859 | 1905 | 1926 | 2002 | 2010 | 2021 |
| ---- | ---- | ---- | ---- | ---- | ---- |
| 171  | ↘38  | ↗94  | ↗396 | ↘352 | ↘319 |

## Инфраструктура
В селе имеются Санниковская основная общеобразовательная школа (новое здание в 1986 году), дом культуры, библиотека, отделение почтовой связи.

## Достопримечательности
Троицкая церковь (заложена в 1836 году, освящена в 1848 году). Средства на строительство были выделены ковровскими купцами Гадаловыми. С 1910 по 1927 год священником Троицкого храма служил иерей Иоанн Розанов, в 2000 году причисленный к лику святых новомучеников и исповедников Церкви Русской.